# Helena (Georgia)
Helena es un pueblo ubicado en el condado de Telfair en el estado estadounidense de Georgia. En el censo de 2000, su población era de 2.307.

## Demografía
En el 2000 la renta per cápita promedia del hogar era de $22,212, y el ingreso promedio para una familia era de $25,543. El ingreso per cápita para la localidad era de $9,520. Los hombres tenían un ingreso per cápita de $26,772 contra $18,208 para las mujeres.

## Geografía
Helena se encuentra ubicado en las coordenadas 32°4′29″N 82°54′46″O / 32.07472, -82.91278 (32.074601, -82.912698).
Según la Oficina del Censo, la localidad tiene un área total de 5,5 km² (2,1 mi²), de la cual 5,5 km² (2,1 mi²) es tierra y 0 km² (0 mi²) (0.00%) es agua.